# Kakogawa matsuri
Le Kakogawa matsuri est un festival (matsuri) célébré à Kakogawa (préfecture de Hyogo). 

## Description
Le Kakogawa matsuri est un festival qui se déroule sur les berges de la Kakogawa, une grande rivière de Hyogo. Il a lieu du quatrième samedi de juillet au premier dimanche d’août chaque année. Il y a 75 000 personnes le dernier jour.
Ce festival a été créé pour remercier la rivière Seiryu de son eau claire ; il a été célébré pour la première fois en 1953. En ce temps-là, l'événement s’appelait « Kawa matsuri » mais on a pensé[Qui ?] que le festival devait s’adapter aux changements des temps, le nom a été changé pour « Kakogawa matsuri » en 1972.
Il y a vingt festivals à chaque endroit de la Kakogawa pendant le Kakogawa matsuri, et deux grandes manifestations. Ce sont une régate et une soirée de feux d’artifice. La régate a lieu les premiers samedi et dimanche d’août au matin au centre de canot Kakogawa (加古川漕艇センター). Le dernier jour au soir, approximativement 5 000 fusées sont tirées pour le feu d’artifice. La plus grande fusée est de rang 5 (５号玉). Le genre du feu d’artifice est « Star Mine ».